# Аксентьево (Новгородская область)
Аксентьево — деревня в Валдайском районе Новгородской области России. Входит в состав Яжелбицкого сельского поселения.

## География
Деревня находится в юго-восточной части Новгородской области, в зоне хвойно-широколиственных лесов, на берегах реки Поломети, при автодороге 49Н-0328, на расстоянии примерно 14 километров (по прямой) к западу-юго-западу (WSW) от города Валдай, административного центра района. Абсолютная высота — 161 метр над уровнем моря.

### Часовой пояс
Деревня Аксентьево, как и вся Новгородская область, находится в часовой зоне МСК (московское время). Смещение применяемого времени относительно UTC составляет +3:00.

## Население
| 2010 |
| ---- |
| 80   |

Половой состав
По данным Всероссийской переписи населения 2010 года в гендерной структуре населения мужчины составляли 45 %, женщины — соответственно 55 %.

Согласно результатам переписи 2002 года, в национальной структуре населения русские составляли 92 % из 96 чел.